# Carson McCullers
Carson McCullers (n. 19 februarie 1917, Georgia, SUA – d. 29 septembrie 1967, Nyack⁠(d), Rockland County, New York, SUA) a fost o scriitoare americană.
Romanele sale, ambientate în lumea Sudului, sunt caracterizate printr-o subtilă observație psihologică, pe tema însingurării sufletului adolescentin, incapabil de comunicare.
Stilul este concentrat, limpede, sugestiv, creator de atmosferă depresivă.

## Scrieri
- 1940: The Heart is a Lonely Hunter ("Inima e un vânător singuratic");
- 1941: Reflections in a Golden Eye ("Reflexii într-un ochi de aur");
- 1946: The Member of the Wedding ("Nuntașa");
- 1951: The Ballad of the Sad Café ("Balada cafenelei triste");
- 1961: Clock Without Hands ("Ceasornic fără minutare").